# 冰雪虎耳草
冰雪虎耳草（学名：Saxifraga glacialis）为虎耳草科虎耳草属下的一个种。

## 扩展阅读
- 維基物種上的相關：冰雪虎耳草